# Dendrobium nindii
Dendrobium nindii är en orkidéart som beskrevs av Walter Hill. Dendrobium nindii ingår i släktet Dendrobium, och familjen orkidéer. Inga underarter finns listade i Catalogue of Life.